# Persecución del cristianismo en México
El moderno anticlericalismo a menudo se ha caracterizado por profundos conflictos entre el gobierno mexicano y la Iglesia católica, incluyendo la persecución de los católicos en México.

## Comienzo de anticlericalismo y la persecución
De una forma u otra, el anticlericalismo ha sido un factor en la política mexicana, desde la independencia de España, que es atribuible a los frecuentes cambios en el gobierno y el afán de esos gobiernos para acceder a la riqueza en la forma de la propiedad de la Iglesia. México nació después de su independencia como un Estado confesional, con el Imperio mexicano católico de Agustín de Iturbide. Con la caída del imperio, surgió el gobierno republicano cuya primera constitución fue promulgada en 1824 y se indica en el artículo 3 que la religión de la nación era y sería perpetuamente de religión católica - también prohíbe cualquier otra religión. Después de la Revolución de Ayutla, casi todas las principales figuras en el gobierno eran masones y anticlericales feroces. En 1857 se aprobó una Constitución que atacó a los derechos de propiedad y las posesiones de la Iglesia. Después de una guerra civil y el triunfo de los partidarios de la Constitución anticlerical de Benito Juárez, los partidarios de la tradición católica respaldadaron un Imperio mexicano apoyado por los franceses, con Maximiliano de Habsburgo como emperador de México. cuando el emperador Maximiliano fue depuesto y asesinado, el país cayó en una serie de gobiernos anticlericales. Después de que del gobierno de Porfirio Díaz, que fue relativamente moderado en su postura hacia la Iglesia, un anticlericalismo cada vez más violento y extremo entró en erupción. En 1917, una nueva Constitución fue promulgada, hostil a la Iglesia y la religión, que promulgó medidas incluso más draconianas y extremistas de anticlericalismo que del tipo visto en Francia durante la Revolución. la nueva Constitución mexicana fue hostil a la Iglesia, como consecuencia del apoyo dado por el alto clero mexicano católico a la dictadura de Victoriano Huerta. La Constitución de 1917 prohibió la enseñanza de la Iglesia, dio el control sobre asuntos de la Iglesia al Estado, puso toda propiedad de la Iglesia a disposición del estado, declaró fuera de la ley órdenes religiosas, así también fuera de la ley a sacerdotes nacidos en el extranjero, dio a los estados la facultad de limitar o eliminar los sacerdotes en su territorio, los sacerdotes fueron privados del derecho a voto o de puestos públicos, se prohibieron las organizaciones católicas que abogaban por políticas públicas, fueron prohibidas las publicaciones religiosas de hacer comentarios sobre las políticas públicas, fueron censuradas las escuelas y universidades católicas, el clero prohibió a las celebraciones religiosas y de llevar el hábito eclesiástico fuera de una iglesia y privó a los ciudadanos del derecho a un juicio por violaciones de estas disposiciones. Un politólogo señaló que la esencia de la Constitución de 1917 era "fue fuera de la ley con y efectiva contra la Iglesia Católica y otras denominaciones religiosas".
Otro artículo de la Constitución abrazó a los sindicatos marxistas y después del comunistas que posteriormente incitaron a gobiernos aún más antirreligiosos.
El reciente presidente Vicente Fox, declaró que "A partir de 1917, México fue dirigido por masones anticatólicos. Que intentaron evocar el espíritu anticlerical del popular presidente indígena Benito Juárez de la década de 1880. Sin embargo, los gobiernos de los dictadores militares de la década de 1920 eran mucho más salvajes que el de Juárez." 
Fox recordó como los sacerdotes fueron asesinados por intentar realizar los sacramentos, los altares fueron saqueados por los soldados y la libertad de religión prohibida por los generales.

## Presidencia de Calles y la Guerra Cristera
Como una reacción en contra de la aplicación estricta de los artículos anticlericales por encima de la constitución de 1917 en México, específicamente el artículo 130, estalló el conflicto armado de la Guerra cristera (también conocida como la Cristiada) de 1926 a 1929. esta fue una guerra civil entre rebeldes católicos llamados "cristeros" y el gobierno mexicano anticlerical que se desarrolló principalmente en los estados occidentales centrales en México.
La Guerra Cristera se produjo en respuesta a las leyes anticlericales de la mexicana Constitución de 1917, y su interpretación por el presidente ateo Plutarco Elías Calles. Aunque el conflicto entre Iglesia y el Estado marcó la presidencia de Álvaro Obregón (1920-1924), que "acusó al clero de no ser sincero y de producir un conflicto", pero habló de Jesucristo como "'el más grande socialista que ha sido conocido por la humanidad'", fue con la elección de Calles en 1924 que las leyes anticlericales se aplicaron de la forma más rigurosa en todo el país. Calles también agregó su propia legislación anticlerical, incluyendo el requisito de que el ministerio de los sacerdotes les fuera prohibido a menos que esté autorizado por el estado. Las autoridades estatales comenzaron entonces a limitar el número de sacerdotes de modo que áreas extensas de la población se quedaron sin cura en absoluto. Después de una persecución celo del ministerio sin licencia, las iglesias fueron pronto expropiadas para su uso como garajes, establos, museos y similares, y los obispos mexicanos, deportados o asesinados, como último recurso de protesta fue suspendido todo el ministerio restante y se instó al pueblo a protestar por la persecución de su fe. Calles presidió la peor persecución de los católicos y el clero en la historia de México y una de las peores de la historia mundial,[cita requerida] incluyendo el asesinato de cientos de sacerdotes y otros clérigos.
Una cita contemporánea afirmaba que "mientras que el presidente Calles es cuerdo en todo lo demás, se pierde por completo el control de sí mismo cuando el asunto de la religión aparece, se hace lívido en la cara y golpea la mesa para expresar su odio". El uso de la vestimenta clerical fuera de las iglesias fue prohibido durante su gobierno y los sacerdotes que ejercían su derecho de expresión política podrían ser encarcelados por cinco años.
El 18 de noviembre de 1926, el Papa Pío XI promulgó la encíclica (Iniquis Afflictisque) denunciando la grave persecución de los fieles en México y la privación de los derechos de los fieles y el Iglesia.
La rebelión formal inició el 1 de enero de 1927 los rebeldes que se hicieron llamar cristeros debido a que sentían que estaban luchando por Cristo. Surgiendo también el famoso 'grito de guerra' de los cristeros "'¡Viva Cristo Rey!'". Cuando comandante federal de Jalisco Jesús Maria Ferreira trasladó a los rebeldes, declaró tranquilamente que "será menos una campaña que una cacería." Del mismo modo que los cristeros comenzaron a defenderse contra las fuerzas federales, la rebelión fue terminada por medios diplomáticos, en gran parte debido a la presión del embajador de Estados Unidos Dwight Whitney Morrow. La guerra había provocado la muerte de unas 90.000 personas: 56882 en el lado federal, 30.000 cristeros. Numerosos civiles y cristeros fueron asesinados en ataques anticlericales, mientras cristeros mataron a maestros ateos y personas sospechosas de apoyar al gobierno.[cita requerida]
La persecución fue peor de parte del gobierno de Tabasco, el gobernador Tomás Garrido Canabal. El gobierno de Garrido, marcó el apogeo de anticlericalismo mexicano, que fue apoyado por el Partido Radical Socialista de Tabasco (PRST) del cual era el líder. En 1916 su predecesor Francisco J. Múgica había restaurado el nombre de la capital del estado de Villa Hermosa de San Juan Bautista a Villahermosa. Garrido Canabal fundó varias organizaciones fascistas paramilitares "que aterrorizaron a los católicos", la más notablemente fueron los llamados 
Camisas Rojas (México)".
La Iglesia Católica ha reconocido varios de los fallecidos en relación con la rebelión cristera como mártires. Tal vez el más conocido es Miguel Pro, SJ. Este jesuita fue pasado por el pelotón de ejecución el 23 de noviembre de 1927, sin el beneficio de un juicio, por cargos falsos, como lo hacia la inquisición. El gobierno de Calles mostró fotos de su cuerpo sin vida esperado usar las imágenes de la ejecución para asustar a los rebeldes a rendirse, pero las fotos resultaron en un efecto contrario. Al ver las fotos, que el gobierno había impreso en todos los periódicos, los cristeros fueron inspirados con el deseo de seguir al Padre Pro en el martirio por Cristo. Su beatificación se produjo en 1988. De igual manera el 21 de mayo de 2000, el papa Juan Pablo II canonizó a un grupo de 25 mártires de este período (que previamente fueron beatificados en 22 de noviembre de 1992). En su mayor parte, estos eran sacerdotes que no tomaron las armas, pero se negaron a salir de sus congregaciones, y fueron asesinados por las fuerzas federales. Trece víctimas adicionales del régimen anticatólico han sido declarados mártires por la Iglesia Católica, allanando el camino para su beatificación. Estas eran personas principalmente laicas, entre ellos José Sánchez del Río de 14 años de edad. El requisito de que ellos no tomaran las armas, que se aplicó a los sacerdotes mártires, no se aplicó a los laicos, a pesar de que tuvo que ser demostrado que estaban tomando las armas en defensa propia.

## Mediados del siglo XX
A medida que México entró en la segunda mitad del siglo XX la opresión violenta de principios de siglo se fue discipando, pero la Iglesia sigue siendo severamente reprimida. En 1940 "legalmente no tenía existencia corporativa, ni locales, ni escuelas, ni monasterios o conventos, no había sacerdotes extranjeros, no tenía derecho a defenderse públicamente o ante los tribunales, y no había esperanza de que sus situaciones legales y reales mejoraran. A su clero se le prohibió llevar el hábito eclesiástico, al voto, para celebrar ceremonias religiosas públicas, y para participar en la política", pero las restricciones no siempre se aplicaban.
La abierta hostilidad hacia la Iglesia cesó en gran medida con la elección de Manuel Ávila Camacho (1940-1946), quien estuvo de acuerdo, a cambio de esfuerzos de la Iglesia para mantener la paz, a la no aplicación de la mayor parte de las disposiciones anticlericales, siendo una excepción el artículo 130, Sección 9, que privó a la Iglesia del derecho de expresión política, el derecho de voto y el derecho de asociación política libre.

## Eliminación de muchas de las disposiciones anticlericales de la Constitución
En 1991 el presidente Salinas propuso la eliminación de la mayor parte de las disposiciones anticlericales de la Constitución, una medida que aprobó la legislatura en 1992.

## Mártires
- José Sánchez del Río
- Mateo Correa Magallanes
- Miguel Agustín Pro
- Anacleto González Flores